# Festuca macedonica
Festuca macedonica är en gräsart som beskrevs av Jean Jacques Vetter. Festuca macedonica ingår i släktet svinglar, och familjen gräs. Inga underarter finns listade i Catalogue of Life.